# Locheport
Locheport, schottisch-gälisch: Loch Euphort, auch Locheuphort, ist eine Streusiedlung auf der schottischen Hebrideninsel North Uist. Sie liegt im Süden der Insel am Südufer des Meeresarmes Loch Euphort rund vier Kilometer östlich von Clachan na Luib, abseits der A865. Lochmaddy, der Hauptort der Insel, liegt neun Kilometer nordöstlich.
In Locheport befanden sich zwei Baudenkmäler der höchsten Kategorie A. 29 Locheport ist ein Cottage aus dem 19. Jahrhundert. Ebenso wie das aus dem Jahre 1910 stammende Cottage unter der Adresse 9 Locheport entspricht der Bruchsteinbau der historisch typischen Wohngebäudearchitektur auf den Hebriden. Der Denkmalschutz beider Gebäude wurde 2021 aufgehoben.